# Космонавтика США

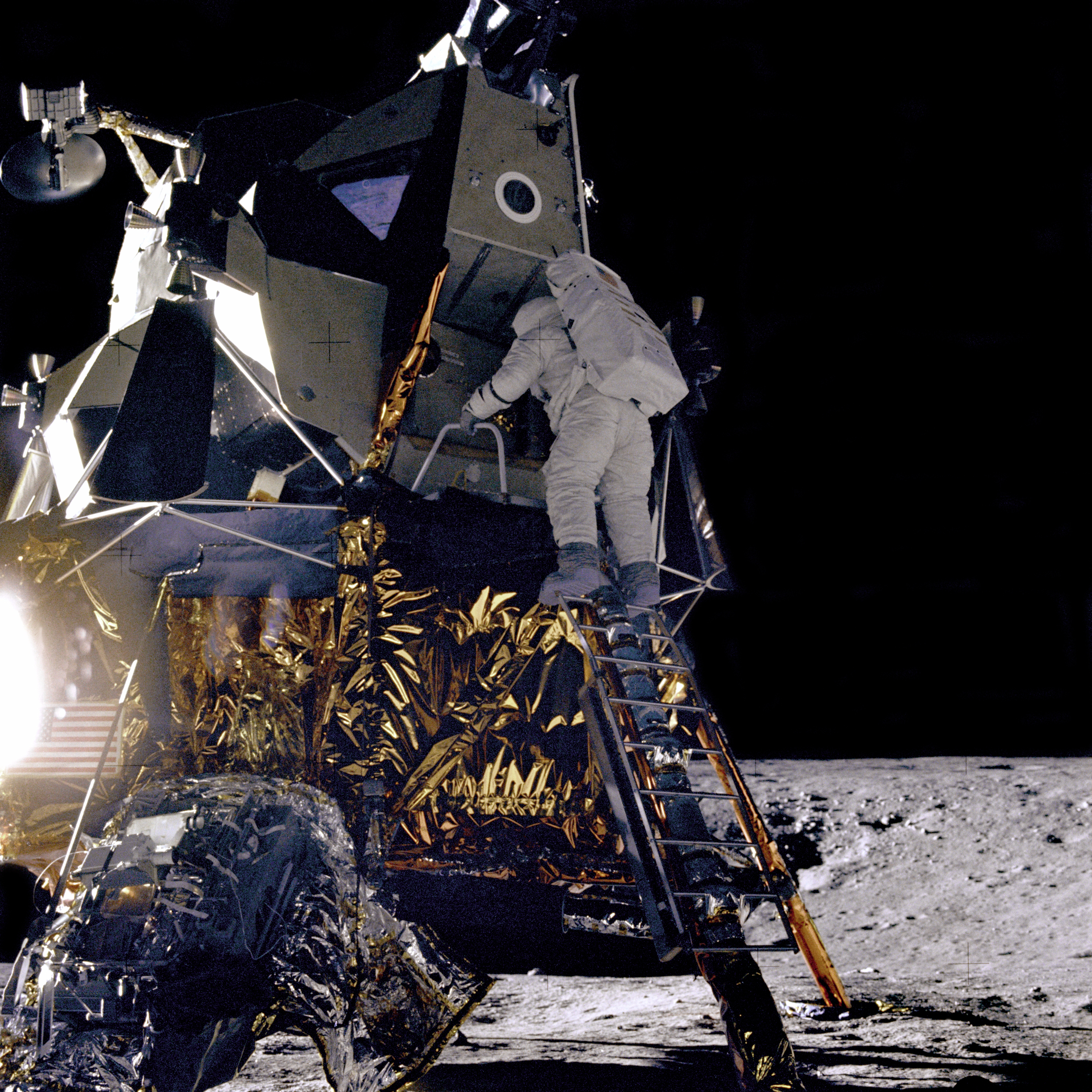
Алан Бин выходит из лунного модуля «Аполлон-12», вторая высадка человека на Луне, 1969 год

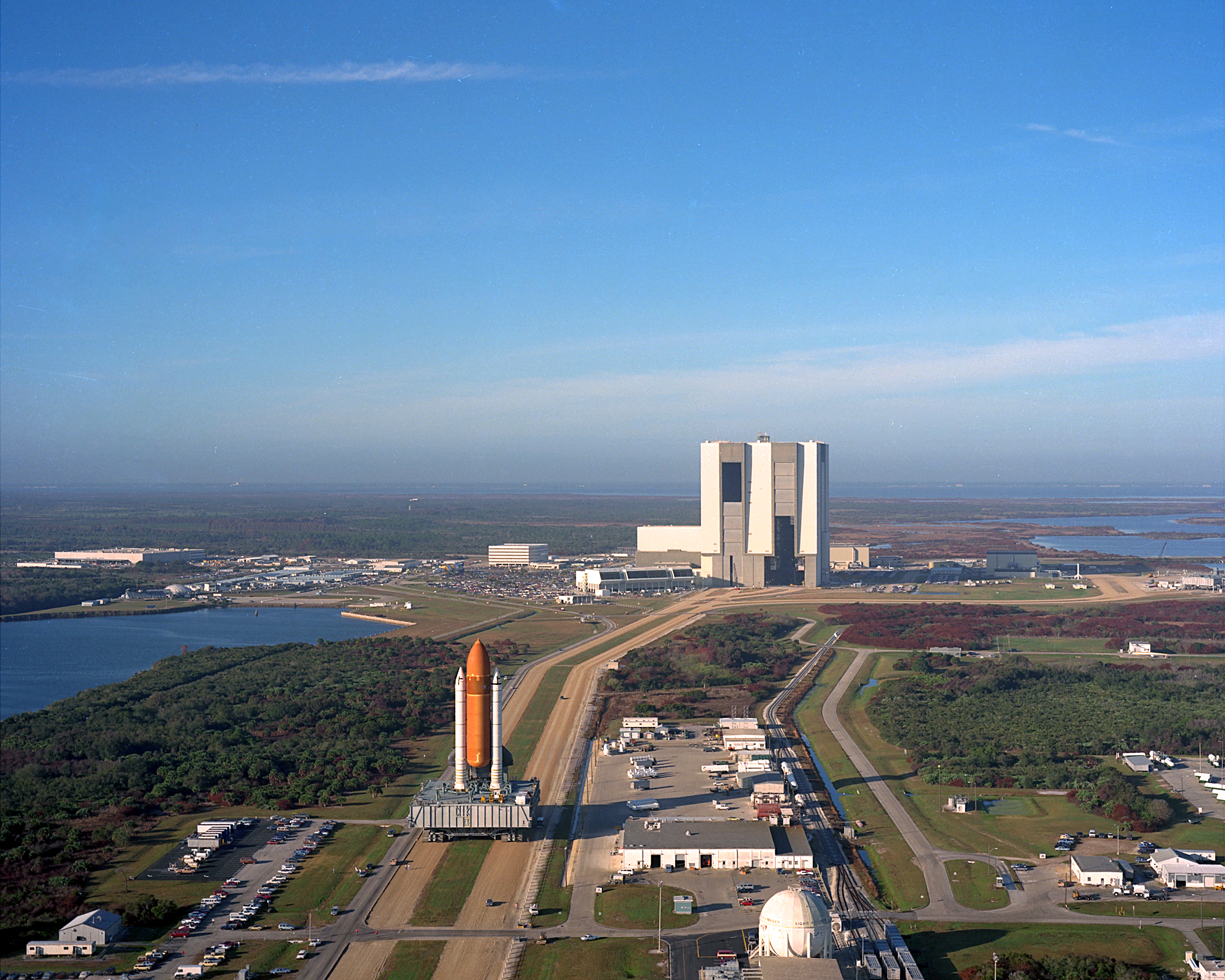
Спейс шаттл «Атлантис»
подготовлен к запуску для миссии STS-36, 1990 год

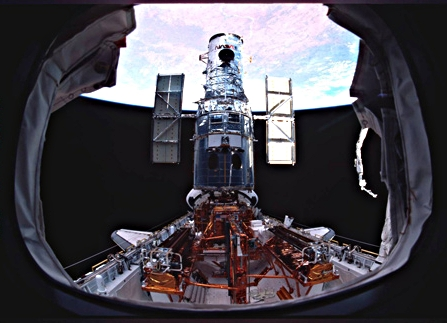
Космический телескоп «Хаббл» в грузовом отсеке шаттла перед возвращением на орбиту, на фоне восходящей Земли. Экспедиция STS-109, 2002 год

Космонавтика США — космическая программа, космическая индустрия и частная космонавтика Соединённых Штатов Америки.
Соединённые Штаты развивают две различающиеся космические программы: гражданскую космическую программу под руководством Национального управления по аэронавтике и исследованию космического пространства (НАСА) и военную космическую программу, возглавляемую Министерством обороны США, через своё подразделение в лице Космического командования ВВС США. Обе программы существуют под политическим контролем Конгресса США и Президента США.

## История
Основоположники: Роберт Годдард, Вилли Лей (эмигрант из Германии).
В 1930 году энтузиасты ракетной техники и космонавтики создали клуб (куда впоследствии вошёл и Вилли Лей) под названием  «Американское ракетное общество»  (American Rocket Society, ARS). Главной задачей члены «Общества» видели популяризацию идей космонавтики, поэтому очень скоро заявили о себе серией публикаций в специализированных научных изданиях, позже начав выпускать и альманах (издающийся и поныне), который, начиная с 1957 года, выходит в виде двух ежемесячных журналов: «Реактивное движение» и «Астронавтика».
Ещё в 1915 году был создан Национальный консультативный комитет по воздухоплаванию (NACA, НАКА), 29 июля 1958 года реорганизованный и переименованный в NАSА.
Ранее, в феврале того же 1958 года, было создано агентство DARPA, многие проекты которого были переданы НАСА.
В 1957 году стартовала программа «Эксплорер», в связи с предложением ВС США запустить научный спутник (ИСЗ) на орбиту, как раз при прохождении Международного Геофизического Года (1957—1958), однако первоначально предложение было отклонено в пользу проекта ВМС США «Авангард».
Планировалось, что ИСЗ «Авангард» полетит в 1957 году, однако авария при запуске ракеты Авангард TV3 (6 декабря, к этому времени СССР запустил уже и Спутник-2) нарушила эти планы.
Программа «Эксплорер» была восстановлена из-за неудачи «Авангарда» (см. Спутниковый кризис), а также чтобы догнать Советский Союз, запустивший свой первый ИСЗ, ПС-1, 4 октября 1957 года.
Эксплорер-1 был запущен 31 января (1 февраля по UTC) 1958 года  — первый американский искусственный спутник Земли (разработан командой Вернера фон Брауна).
17 марта 1958 года был запущен спутник «Авангард-1». Он и сейчас находится на орбите; это самый старый искусственный объект, находящийся в околоземном космическом пространстве.
1958 год — запущена программа исследования межпланетного пространства «Пионер» (цель первых трёх кораблей серии состояла в изучении Луны и фотографировании её обратной стороны). Запуски первых аппаратов серии «Пионер» к Луне оказались не слишком удачными, и дальнейшее изучение спутника нашей планеты продолжили аппараты серий «Сервейер» и «Лунар орбитер».
В июне 1959 года управлением по науке ЦРУ при поддержке ВВС США запущена разработка космической программы Corona оборонного назначения, для слежения за наземными объектами потенциального противника, в основном, СССР и КНР (см. Холодная война). Действовала по май 1972 г.
1960 год — Эхо-1, первый спутник связи/ретранслятор. Находился на орбите по 1968 г.
31 января 1961 года — суборбитальный полёт КА с шимпанзе на борту.
5 мая (Алан Шепард) и 21 июля (Вирджил Гриссом) 1961 года — суборбитальные полёты КА с человеком на борту в рамках программы Меркурий (как ответ на запуск (12 апреля) СССР человека в космос).
В 1961 году были запущены первые в мире спутники с РИТЭГ, в рамках проекта Transit.
Май 1961 года — вступление в «лунную гонку». Старт программы «Аполлон» (задумана в начале 1960 года, ещё при администрации Эйзенхауэра, как продолжение программы «Меркурий»).
20 февраля 1962 года — Джон Гленн стал первым гражданином США, совершившим орбитальный космический полёт.
Август 1964 года — выведен первый спутник (Syncom-3) на геостационарную орбиту (ГСО).
3 апреля 1965 года был запущен КА SNAPSHOT с первым в мире действующим на орбите ядерным реактором.
21 декабря 1968 — первый пилотируемый облёт Луны («Аполлон-8»).
21 июля 1969 года  — посадка пилотируемого КА («Аполлон-11») и выход на поверхность (Нил Армстронг) Луны. За этим последовали еще пять успешных (ноябрь 1969, февраль и июль 1971, апрель и декабрь 1972) и один неуспешный (апрель 1970, «Аполлон-13») полёт.
14 мая 1973 года — запущена первая и единственная национальная орбитальная станция Скайлэб; приняла три экспедиции на кораблях «Аполлон» с мая 1973 по февраль 1974 года, сошла с орбиты и разрушилась 11 июля 1979 года.
1975 год — совместная с СССР программа Союз — Аполлон. Перерыв в запусках на орбиту на шесть лет; разработка проекта «Спейс шаттл».
12 апреля 1981 года — вывод первого многоразового орбитального аппарата (Колумбия, STS-1) по программе «Спейс шаттл» на орбиту.

28 января 1986 года — катастрофа шаттла «Челленджер». Перерыв в полётах до сентября 1988 года.

1 февраля 2003 года — катастрофа шаттла «Колумбия». Перерыв в полётах до июля 2005 года.
8 июля 2011 — последний полёт шаттлов («Атлантис», STS-135). Всего за 30 лет эксплуатации пять шаттлов совершили 135 полётов.
С 1998 года — участие в сборке и эксплуатации Международной космической станции (МКС). См. Американский сегмент МКС.
Всё более развивается частная космонавтика: в 2005 году была объявлена программа Commercial Orbital Transportation Services ("Коммерческий сервис транспортировки на орбиту"). За ней последовали программы доставки грузов на Луну частными компаниями и наконец программа участия частных компаний в доставке людей на Луну (программа «Артемида»).
По мнению гендиректора Роскосмоса Д. О. Рогозина, в 2010-х годах американское правительство вело демпинг космических услуг на МКС, завершив его в 2021 году, после чего кратно возросли расценки коммерческих услуг МКС. Теперь доставка частного груза на МКС обойдётся в 20 тыс. $ за кг, а не в прежние 3 тыс. $; возвращение груза на Землю — 40 тыс. $ за кг, вместо 6 тыс. $; рабочий час астронавта при рекламировании коммерческой продукции — 130 тыс. $ за час, вместо 17,5 тыс. $
Частной компанией SpaceX создана и запущена сверхтяжёлая РН — Falcon Heavy, впервые стартовавшая 6 февраля 2018 года.
31 мая 2020 КК «Crew Dragon», созданный SpaceX, впервые отправился к МКС с экипажем на борту: впервые за последние почти десять лет США отправили своих астронавтов из своего космопорта на своем корабле; впервые в мировой космонавтике люди полетели в космос на борту аппарата, который создан частной компанией. 

Продолжаются испытания пилотируемого КК «Старлайнер» (Starliner) от компании Boeing.
К началу 2020-х разработаны многоразовые метановые ракетные двигателей нового поколения — BE-4 компании Blue Origin и Raptor компании SpaceX;  на последних проводятся испытательные запуски перспективной системы Starship.
На 2025 год заявлено возвращение человека на Луну в рамках миссии Artemis 3.

## Инфраструктура

### Производство
- Боинг (Boeing)
- Дженерал Дайнемикс (General Dynamics)
- Локхид-Мартин (Lockheed Martin)
- Юнайтед спейс альянс (United Space Alliance, USA) — совместное предприятие на равных правах компаний Boeing и Lockheed Martin (создана в 1995 году)
- United Launch Alliance
- прочие (см. Категория:Ракетно-космические компании США)

### Космодромы
- Космический центр Кеннеди
- База ВВС США на мысе Канаверал
- База Ванденберг
- прочие (см. Категория:Космодромы США)

## Техника
США располагает разнообразными ракетами-носителями вплоть до тяжёлых,
производит обширный набор прикладных спутников практически всех видов, включая геостационарные, запускает межпланетные станции (АМС).
США обладает самой тяжёлой ракета-носителем — «Super heavy» (до 150 тонн; 6 запусков с 2023 по 2025 гг.).
Также, с 2018 г. было произведено два запуска сверхтяжёлой РН Falcon Heavy (63,8 тонны).

### Двигателестроение
Создается перспективный двигатель на топливной паре метан + жидкий кислород (BE-4).
Приоритет в разработке ракетных двигателей на метане принадлежит США: «Наибольшая степень готовности сегодня у американской компании Blue Origin, она ведет активные работы по созданию двигателя BE-4.»

## Пилотируемые программы

### Околоземные орбитальные программы
- Меркурий (1958—1963)
- Джемини (1961—1966)
- Спейс шаттл (1981—2011)

### Лунные программы
- программа Аполлон (1960-е — 1970-е)
- программа Созвездие (отменена)
- программа Артемида (2020-е)
- лунная орбитальная станция Lunar Gateway

США являются одним из основных участников второй лунной гонки.

### Астронавты
- Первый отряд астронавтов США  см. также Категория:Астронавты США
- Специалист по полезной нагрузке

## Орбитальные станции и лаборатории
- Орбитальная станция Скайлэб
- Международная космическая станция (МКС)

Космические телескопы: 
- Хаббл (с 1990)
- Джеймс Уэбб (с 2022)

## Межпланетные программы
Программы исследования планет Солнечной системы:

### Луна
АМС: см. Исследование Луны

### Марс
Марсоходы:
Соджорнер (1997);
идентичные Спирит (2004—2010) и Оппортьюнити (с 2004—2019);
Кьюриосити (с 2012);
Персеверанс (с 2021).
АМС: см. Исследование Марса
- Программа «Викинг» (Викинг-1 (1975—1980) и Викинг-2 (1975—1980))

Планируется пилотируемая программа (см. SpaceX Starship).

### Венера
АМС: см. Исследование Венеры

## Военная космонавтика
15 августа 2018 г. министр обороны США Д. Меттис заявил о необходимости создания космических сил для защиты спутников США от России и Китая.
21 декабря 2019 года президент США Дональд Трамп объявил о создании в США космических войск. Соответствующее заявление он сделал в рамках церемонии подписания военного бюджета на 2020 финансовый год, проходившей на объединённой авиабазе Эндрюс в штате Мэриленд. На данный момент новую структуру возглавляет генерал Б. Ченс Солтцман. Космические силы включают в себя 16000 человек. Общий бюджет на 5 лет почти 13 000 000 000 долларов.
Компания SpaceX, возглавляемая предпринимателем Илоном Маском, объявила о заключении первого контракта с Космическими силами ВС США на предоставление спутниковой связи военным с помощью своей системы Starshield.

## Частная космонавтика
- Blue Origin — создана в 2000 году.
- Armadillo Aerospace — создана в 2000 году, распущена, имущество перешло к Exos Aerospace[англ.].
- SpaceX (основана в 2002 году) и её космодром, сверхтяжёлая РН, грузовые и пилотирумые[7] запуски.
- Astra Space  — основана в 2005 году, проводила тестовые запуски (до 2022) РН Rocket 3.x
- Rocket Lab — основана в 2006 году, имеет дочернее подразделение в Новой Зеландии; разрабатывает лёгкие ракеты-носители для доставки на орбиту небольших нагрузок, таких как спутники формата Кубсат.
- Virgin Orbit — компания, созданная Virgin Group в 2017 г. Реализовала (впервые в мире) проект воздушного старта (РН LauncherOne с борта модифицированного лайнера Boeing 747-400 — «Cosmic Girl»); в марте 2023 объявила о приостановке деятельности.
- Virgin Galactic — космический туроператор, входит в Virgin Group
- Relativity Space[англ.] — штаб-квартира в Лонг-Бич (Калифорния), разрабатывает производственные технологии, ракеты-носители и ракетные двигатели для коммерческих орбитальных запусков. Компания известна тем, что производит большую часть своих деталей для ракет Terran 1 и Terran R с использованием 3D-печати[8].
- Argos Space  — стартап, его главная разработка — многоразовый корабль «Аргонавт» (Argonaut) на водном топливе, пригодный для полетов на высокие орбиты и прием грузов с орбиты[9].